# Chiesa della Conversione di San Paolo (Rumo)
La chiesa della Conversione di San Paolo è la parrocchiale di Marcena, frazione di Rumo in Trentino. Risale al XIII secolo.

## Storia

### Edificio medievale
Una piccola cappella a Marcena di Rumo venne menzionata indirettamente dal principe vescovo di Trento Aldrighetto Campo nel 1232 quando diede disposizioni alla pieve di Revò di inviare religiosi a Marcena per somministrarvi i sacramenti.
L'edificio venne ampliato nella prima metà del XIV secolo. Durante il secolo seguente la torre campanaria venne decorata con un grande affresco raffigurante San Cristoforo e l'intero edificio fu parzialmente rifatto secondo stilemi tardo gotici. La solenne consacrazione venne celebrata nel 1413. Nel 1470 uno degli altari laterali fu dedicato a San Sebastiano.

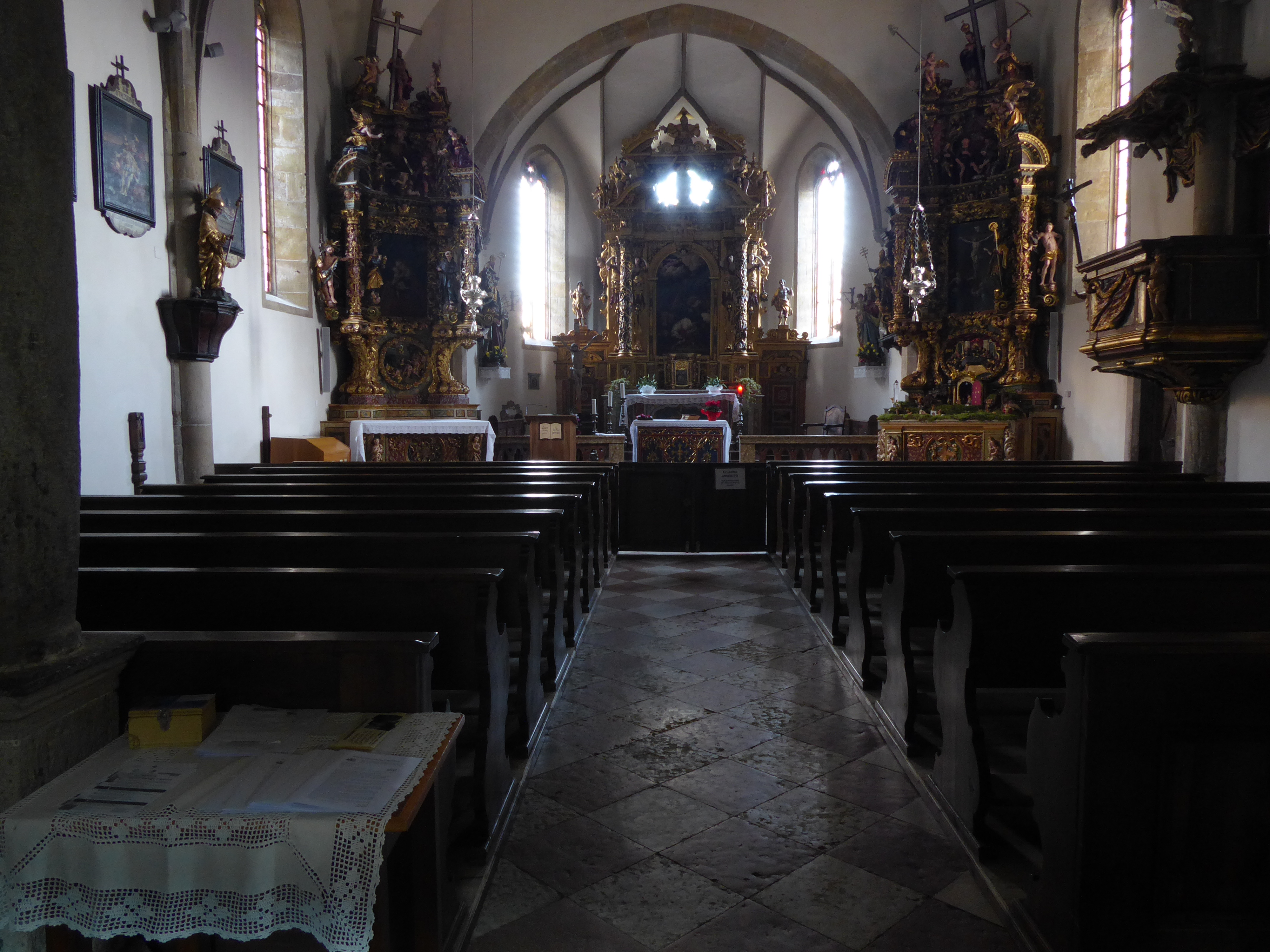
Interno della chiesa della Conversione di San Paolo

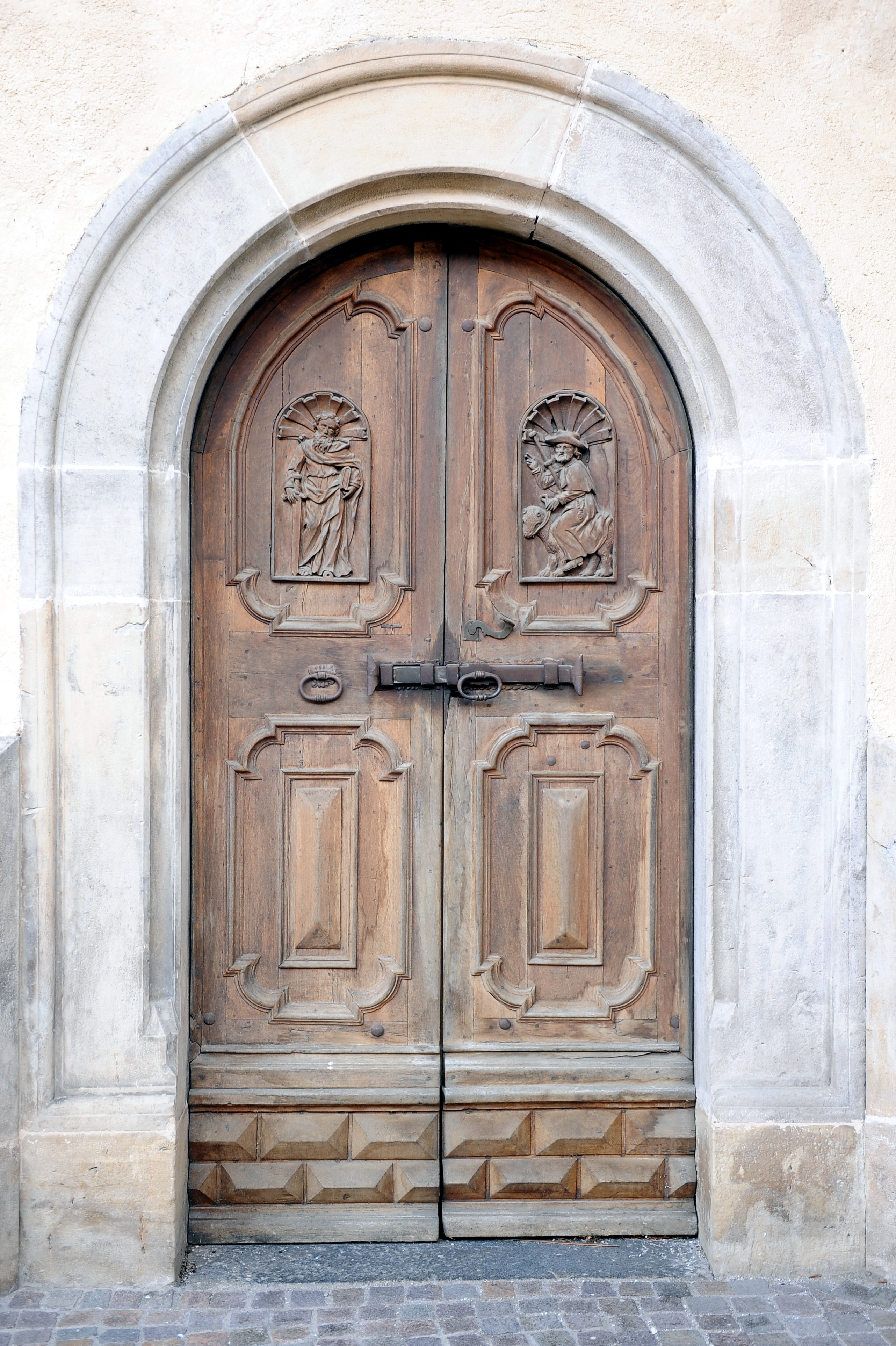
Portone laterale con bassorilievo di San Romedio e l'orso.

### Edificio moderno
Già attorno alla fine del secolo la chiesa medievale venne ritenuta insufficiente per le accresciute necessità della popolazione e si iniziò la costruzione di un nuovo edificio. A cantiere aperto vennero benedetti i tre altari e nel 1514 la ricostruzione fu terminata.
La solenne consacrazione venne celebrata nel 1518 da Michele Iorba, vescovo suffraganeo, e nel 1537 venne modificata la dedicazione, che divenne per San Paolo.
Durante il XVII secolo la facciata sud venne decorata con l'affresco raffigurante San Paolo e, il secolo successivo, venne costruito il pulpito in legno. L'organo nella cantoria risale al 1763, e, tre anni dopo, alla torre campanaria venne aggiunta la parte apicale di forma conica. 
A partire dalla metà del XIX secolo fu oggetto di alcuni rimaneggiamenti e, nell'ultimo decennio, venne restaurata la cantoria.
Ottenne dignità parrocchiale nel 1911.
Negli anni sessanta si realizzò un intervento che comportò la sostituzione delle finestre nella sacrestia e la sistemazione dell'organo, restaurato da Barthélemy Formentelli. Nel decennio successivo fu necessario risanare i danni prodotti dalle scosse sismiche del 1976.
Gli ultimi restauri conservativi si sono conclusi nel 2007. Hanno comportato al revisione delle intonacature esterne e delle parti marmoree, il controllo della torre campanaria, l'installazione e l'aggiornamento di vari impianti oltre alla sostituzione di varie grandi vetrate. Si sono conclusi i lavori con un nuovo restauro dell'organo ed il ripristino dell'altare maggiore storico.

## Descrizione
La chiesa conserva molte opere artistiche e parti di pregio. Il portone dell'accesso laterale è scolpito ed un battente riporta l'immagine di San Romedio e l'orso. L'arco del presbiterio poggia su una serie di cariatidi in stile gotico. I tre altari sono monumentali, in legno policromo dorato. I due laterali hanno forma da reliquiario. L'altare destro in particolare porta una rappresentazione scolpita dell'Ultima Cena mentre il sinistro un medaglione con il Battesimo di Gesù. L'altar maggiore è opera di Giandomenico Bezzi e la Via Crucis è di Mattia Lampi.